# 1857 Parchomenko
1857 Parchomenko eller 1971 QS1 är en asteroid i huvudbältet som upptäcktes den 30 augusti 1971 av den ryska astronomen Tamara Smirnova vid Krims astrofysiska observatorium på Krim. Den har fått sitt namn efter den rysk-sovjetiske astronomen Prackovja Parchomenko.
Asteroiden har en diameter på ungefär 7 kilometer och den tillhör asteroidgruppen Flora.